# Women's Tennis Association
La Women's Tennis Association (WTA) è l'associazione che riunisce le tenniste professioniste di tutto il mondo:  il suo corrispettivo maschile è l'ATP. La WTA organizza e gestisce i tornei tennistici femminili, compresi quelli facenti parte del circuito omologo ai Master Series maschili. Inoltre compila settimanalmente la classifica mondiale delle tenniste professioniste ("Ranking WTA"), importante per determinare le teste di serie dei vari tornei e quindi gli incontri di tabellone.

## Storia
Quasi contemporaneamente alla fondazione dell'ATP avvenuta nel 1972, la WTA venne fondata nel 1973 da un gruppo di tenniste tra le quali spiccavano Billie Jean King e Rosie Casals; scopo principale di questa associazione era promuovere e cercare di convincere gli organizzatori dei principali tornei a parificare o quanto meno avvicinare montepremi e regole per le tenniste a quanto era in vigore per i tennisti nei tornei del Grande Slam (come infatti riportato dal giornalista Rino Tommasi nei tornei del Grande Slam il premio per la vincitrice era inizialmente circa un terzo di quello per il vincitore). 
Il lavoro portato avanti dalle tenniste statunitensi si rivelò di discreta importanza e diede i suoi frutti principalmente all'interno dei tornei che si svolgevano negli USA (tanto che in molti di questi il montepremi femminile venne pian piano parificato a quello maschile) soprattutto dopo che le due fondatrici si rifiutarono di partecipare alla finale di un torneo di Los Angeles per protesta contro l'esiguità dei premi riservati alle donne.
Tuttavia il notevole lavoro svolto dalle tenniste statunitensi ebbe effetti limitati al cd. tour americano. Infatti al di là dell'oceano atlantico il trattamento economico delle tenniste europee era decisamente peggiore di quello che oramai era diventato la consuetudine negli USA. Questo portò inevitabilmente alla nascita di tensioni tra le tenniste dei due diversi continenti ed in questo contesto nel 1977 venne fondata a Roma una nuova associazione col nome di Women's International Tennis Association (WITA), e venne nominato, quale direttore esecutivo, l'avvocato-tennista italiano Dino Papale che, per la prima volta nel 1977, creò l'attuale sistema di classifiche per le tenniste, importante per stabilire le teste di serie nei vari tornei in base ai risultati conseguiti.
Quest'associazione, che fu presto riconosciuta dalle principali federazioni tennistiche europee e dalla Federazione Internazionale Tennis presieduta dal francese Philippe Chatrier, vide una totale adesione da parte delle tenniste europee e sudamericane e si caratterizzò all'inizio per clamorose proteste. Già nel 1978 organizzò una invasione di campo di protesta da parte di alcune tenniste durante il torneo di Nizza e nel 1980 replicò durante una partita ben più importante come la finale del torneo di Monte Carlo tra Björn Borg e Guillermo Vilas, ottenendo per la prima volta che le tenniste avessero riconosciuto considerevoli montepremi in denaro.
L'attività della WITA ebbe effetti positivi verso il tennis del cd. tour europeo, che vide ampliarsi il numero e l'importanza dei tornei, oltre a quelli di prima fascia come Wimbledon e Roland Garros. Questo fece sì che gran parte dei tornei mondiali iniziassero ad utilizzare la classifica stilata da quest'associazione invece che quella della WTA. Conseguentemente molte tenniste americane, tra cui la statunitense vincitrice di 18 tornei del Grande Slam Chris Evert, si riversarono fin dall'inizio degli anni '80 nella stessa WITA. Il processo di americanizzazione dell'associazione europea portò nel 1983 all'elezione come presidentessa dell'associazione della stessa Chris Evert, e culminò nel 1986 con la fusione dell'ex WTA nella WITA.
La nuova WITA divenne in questo modo l'associazione unitaria delle tenniste. Tuttavia essa era diventata un soggetto ben diverso da quello originario (come ricorda la stessa Chris Evert quando cita le critiche di favorire le tenniste americane che le tenniste europee rivolgevano alla WITA da lei presieduta). Anche per questo motivo, oltre che per le minacce legali che i fondatori della prima WITA come Dino Papale avevano ormai indirizzato alla nuova WITA, nel 1991 l'associazione delle tenniste tornò a chiamarsi WTA mantenendo il nome fino al 1995 quando acquisì quello attuale di WTA Tour.
Al 2018 quasi 100 nazioni sono rappresentate dalle 2 500 atlete che competono nel circuito e l'associazione offre premi in denaro pari a 146 milioni di dollari.
A fine del 2020 sono state riorganizzate tutte le categorie di tornei sotto la sua egida, con la creazione di tornei WTA 125, 250, 500, e 1000.

## Regolamenti
Sul lato regolamentare, il tennis femminile è stato il primo sport professionistico a riconoscere i diritti degli atleti transessuali. Nel 1977 la Corte Suprema di New York ha deliberato a favore di Renée Richards, precedentemente esclusa dallo U.S. Open. Le condizioni per la partecipazione delle atlete transessuali sono oggi descritte nel regolamento ufficiale della WTA. Nel 2023 sono state introdotte nuove regole. La prima riguarda il limite di tornei WTA250 che possono giocare le tenniste in top10, limitati al massimo di due partecipazioni. La seconda regola, in prova al torneo di Tokyo riguarda i cosiddetti "performance bye" ovvero la concessione di due bye, cioè passaggi diretti al secondo turno, per coloro che hanno giocato la settimana precedente, anche a discapito di giocatrici con ranking più alto.

### 2024: novità del regolamento
Nuove regole sono state introdotte nel 2024. Innanzitutto per i punti assegnati non si seguirà più il corrispettivo del valore del montepremi, per cui ad esempio un torneo WTA 500 aveva un montepremi di $ 500.000 circa, ma un valore massimo di punti per la vincitrice slegato da esso. Dal 2024 invece ogni torneo assegnerà il numero di punti della categoria, così sempre per l'esempio sopra un torneo WTA 500 assegnerà 500 punti alla vincitrice, e così anche per tutti gli altri tornei WTA ed ITF. La categoria W80 viene soppressa, perché aveva pochi tornei nel calendario. È previsto un aumento progressivo nel corso dei prossimi anni del numero di tornei WTA 125, andando ad occupare le seconde settimane dei maggiori tornei bisettimanali per dare opportunità di giocare incontri alle tenniste eliminate presto durante i grandi eventi, e già dal 2024 dei tornei WTA 500 passano da 12 a 17. I tornei WTA 250 invece saranno diminuiti nel numero, aumentati nei montepremi di circa un terzo del valore e diventeranno sostanzialmente appannaggio delle giocatrici regionali e non appartenenti alle prime posizioni del ranking, attraverso l'estensione della regola d'esclusione delle tenniste top10 di parteciparvi più di due volte nella stagione anche alle top30. Da questa regola discendono anche due sotto-regole esplicative: in una settimana della stagione WTA Tour in cui siano presenti un torneo WTA 250 e un torneo WTA 500, le tenniste in top30 sono obbligate a giocare il secondo, a meno di usare l'esenzione per il torneo WTA 250 con priorità che verrà allocata per chi deve difendere il titolo vinto, per le giocatrici appartenenti a quella nazione e per le giocatrici che si trovano in classifica fra l'11ª e la 30ª posizione. Se invece ci sono solo tornei WTA 250 in quella settimana, può parteciparvi solo una tennista top10.
Per la qualificazione alle WTA Finals le regole prevedono l'allineamento con le regole usate nelle ATP Finals. I punti sono calcolati sui migliori 18 risultati del ranking WTA dopo la 43ª settimana, bisogna aver partecipato ad almeno 8 tornei di categorie WTA 500, WTA 1000 (a meno di infortuni di lungo periodo). L'ordine di qualificazione segue la classifica della Race della 43ª settimana per i primi 7, l'8º posto è riservato alla vincitrice di un torneo Slam dell'anno che non rientri fra i primi sette della Race, ma che sia comunque fra le posizioni 8-20. Se una delle sette qualificate si ritira, l'ottavo posto è riservato alla seconda miglior classificata, sempre fra le posizioni 8-20, che sia anch'ella vincitrice del Slam dell'anno. In mancanza di questa circostanza, l'ottavo posto andrà a chi è ottava nella Race di quella settimana. Eventuali ritiri da altri tornei non influiscono sulla qualificazione per le WTA Finals, a meno dei requisiti per i tornei di categoria superiore sopra menzionati.

## Ranking WTA
I ranking WTA sono le due classifiche mondiali in singolare e in doppio delle tenniste che partecipano ai tornei professionistici internazionali organizzati dalla WTA e dalla ITF. Si basa sui migliori risultati ottenuti in 18 tornei (più la WTA Finals) in singolare e in 12 tornei in doppio nell'arco degli ultimi 12 mesi (prima del 2024 erano rispettivamente 16 e 11 tornei). I tornei che hanno la precedenza nel conteggio sono quelli che assegnano il maggior numero di punti. Per comparire nel ranking, una tennista deve aver ottenuto almeno 1 punto in almeno tre tornei o almeno 10 punti in un torneo.

### Assegnazione dei punti
Aggiornata alla pubblicazione del WTA Rulebook del 4 maggio 2023.
| Categoria                           | V               | F               | SF                                                                        | QF                                                                        | 8                                                                         | 16                                                                        | 32                                                                        | 64                                                                        | Q                                                                         | Q3                                                                        | Q2                                                                        | Q1                                                                        |
| Grand Slam (S)                      | 2000            | 1300            | 780                                                                       | 430                                                                       | 240                                                                       | 130                                                                       | 70                                                                        | 10                                                                        | 40                                                                        | 30                                                                        | 20                                                                        | 2                                                                         |
| Grand Slam (D)                      | 2000            | 1300            | 780                                                                       | 430                                                                       | 240                                                                       | 130                                                                       | 10                                                                        | –                                                                         | –                                                                         | –                                                                         | –                                                                         | –                                                                         |
| WTA Finals (S)                      | +420 (1500 max) | +330 (1080 max) | (250 per ogni vittoria nel round robin, 125 per ogni sconfitta) (750 max) | (250 per ogni vittoria nel round robin, 125 per ogni sconfitta) (750 max) | (250 per ogni vittoria nel round robin, 125 per ogni sconfitta) (750 max) | (250 per ogni vittoria nel round robin, 125 per ogni sconfitta) (750 max) | (250 per ogni vittoria nel round robin, 125 per ogni sconfitta) (750 max) | (250 per ogni vittoria nel round robin, 125 per ogni sconfitta) (750 max) | (250 per ogni vittoria nel round robin, 125 per ogni sconfitta) (750 max) | (250 per ogni vittoria nel round robin, 125 per ogni sconfitta) (750 max) | (250 per ogni vittoria nel round robin, 125 per ogni sconfitta) (750 max) | (250 per ogni vittoria nel round robin, 125 per ogni sconfitta) (750 max) |
| WTA Finals (D)                      | 1500            | 1080            | 750                                                                       | 375                                                                       | –                                                                         | –                                                                         | –                                                                         | –                                                                         | –                                                                         | –                                                                         | –                                                                         | –                                                                         |
| WTA 1000 Mandatory (96S)            | 1000            | 650             | 390                                                                       | 215                                                                       | 120                                                                       | 65                                                                        | 35                                                                        | 10                                                                        | 30                                                                        | –                                                                         | 20                                                                        | 2                                                                         |
| WTA 1000 Mandatory (64/60S)         | 1000            | 650             | 390                                                                       | 215                                                                       | 120                                                                       | 65                                                                        | 10                                                                        | –                                                                         | 30                                                                        | –                                                                         | 20                                                                        | 2                                                                         |
| WTA 1000 Mandatory (28/32D)         | 1000            | 650             | 390                                                                       | 215                                                                       | 120                                                                       | 10                                                                        | –                                                                         | –                                                                         | –                                                                         | –                                                                         | –                                                                         | –                                                                         |
| WTA 1000 Non Mandatory (56S,48/32Q) | 900             | 585             | 350                                                                       | 190                                                                       | 105                                                                       | 60                                                                        | 1                                                                         | –                                                                         | 30                                                                        | –                                                                         | 20                                                                        | 1                                                                         |
| WTA 1000 Non Mandatory (28D)        | 900             | 585             | 350                                                                       | 190                                                                       | 105                                                                       | 1                                                                         | –                                                                         | –                                                                         | –                                                                         | –                                                                         | –                                                                         | –                                                                         |
| WTA Elite Trophy (S                 | +260 (700 max)  | +200 (440 max)  | (120 per ogni vittoria nel round robin, 40 per ogni sconfitta) (240 max)  | (120 per ogni vittoria nel round robin, 40 per ogni sconfitta) (240 max)  | (120 per ogni vittoria nel round robin, 40 per ogni sconfitta) (240 max)  | (120 per ogni vittoria nel round robin, 40 per ogni sconfitta) (240 max)  | (120 per ogni vittoria nel round robin, 40 per ogni sconfitta) (240 max)  | (120 per ogni vittoria nel round robin, 40 per ogni sconfitta) (240 max)  | (120 per ogni vittoria nel round robin, 40 per ogni sconfitta) (240 max)  | (120 per ogni vittoria nel round robin, 40 per ogni sconfitta) (240 max)  | (120 per ogni vittoria nel round robin, 40 per ogni sconfitta) (240 max)  | (120 per ogni vittoria nel round robin, 40 per ogni sconfitta) (240 max)  |
| WTA Elite Trophy (D                 | +100 (280 max)  | ND              | (60 per ogni vittoria nel round robin, 10 per ogni sconfitta) (180 max)   | (60 per ogni vittoria nel round robin, 10 per ogni sconfitta) (180 max)   | (60 per ogni vittoria nel round robin, 10 per ogni sconfitta) (180 max)   | (60 per ogni vittoria nel round robin, 10 per ogni sconfitta) (180 max)   | (60 per ogni vittoria nel round robin, 10 per ogni sconfitta) (180 max)   | (60 per ogni vittoria nel round robin, 10 per ogni sconfitta) (180 max)   | (60 per ogni vittoria nel round robin, 10 per ogni sconfitta) (180 max)   | (60 per ogni vittoria nel round robin, 10 per ogni sconfitta) (180 max)   | (60 per ogni vittoria nel round robin, 10 per ogni sconfitta) (180 max)   | (60 per ogni vittoria nel round robin, 10 per ogni sconfitta) (180 max)   |
| WTA 500 (64/56/48S)                 | 470             | 305             | 185                                                                       | 100                                                                       | 55                                                                        | 30                                                                        | 1                                                                         | –                                                                         | 25                                                                        | –                                                                         | 13                                                                        | 1                                                                         |
| WTA 500 (32/30/28S, 48/32Q)         | 470             | 305             | 185                                                                       | 100                                                                       | 55                                                                        | 1                                                                         | –                                                                         | –                                                                         | 25                                                                        | 18                                                                        | 13                                                                        | 1                                                                         |
| WTA 500 (32/30/28S, 24/16Q)         | 470             | 305             | 185                                                                       | 100                                                                       | 55                                                                        | 1                                                                         | –                                                                         | –                                                                         | 25                                                                        | –                                                                         | 13                                                                        | 1                                                                         |
| WTA 500 (28/2416D)                  | 470             | 305             | 185                                                                       | 100                                                                       | 55                                                                        | 1                                                                         | –                                                                         | –                                                                         | –                                                                         | –                                                                         | –                                                                         | –                                                                         |
| WTA 500 (16D)                       | 470             | 305             | 185                                                                       | 100                                                                       | 1                                                                         | –                                                                         | –                                                                         | –                                                                         | –                                                                         | –                                                                         | –                                                                         | –                                                                         |
| WTA 250 (32S,24/16Q)                | 280             | 180             | 110                                                                       | 60                                                                        | 30                                                                        | 1                                                                         | –                                                                         | –                                                                         | 18                                                                        | –                                                                         | 12                                                                        | 1                                                                         |
| WTA 250 (32S,8Q)                    | 280             | 180             | 110                                                                       | 60                                                                        | 30                                                                        | 1                                                                         | –                                                                         | –                                                                         | 18                                                                        | –                                                                         | –                                                                         | 1                                                                         |
| WTA 250 (16D)                       | 280             | 180             | 110                                                                       | 60                                                                        | 1                                                                         | –                                                                         | –                                                                         | –                                                                         | –                                                                         | –                                                                         | –                                                                         | –                                                                         |
| WTA 125 (32S,16Q)                   | 160             | 95              | 57                                                                        | 29                                                                        | 15                                                                        | 1                                                                         | –                                                                         | –                                                                         | 6                                                                         | –                                                                         | 4                                                                         | 1                                                                         |
| WTA 125 (32S,8Q)                    | 160             | 95              | 57                                                                        | 29                                                                        | 15                                                                        | 1                                                                         | –                                                                         | –                                                                         | 6                                                                         | –                                                                         | –                                                                         | 1                                                                         |
| WTA 125 (16D)                       | 160             | 95              | 57                                                                        | 29                                                                        | 1                                                                         | –                                                                         | –                                                                         | –                                                                         | –                                                                         | –                                                                         | –                                                                         | –                                                                         |
| WTA 125 (8D)                        | 160             | 95              | 57                                                                        | 1                                                                         | –                                                                         | –                                                                         | –                                                                         | –                                                                         | –                                                                         | –                                                                         | –                                                                         | –                                                                         |
| ITF W100 da 100.000$ (32S/32Q)      | 140             | 85              | 50                                                                        | 25                                                                        | 13                                                                        | 1                                                                         | –                                                                         | –                                                                         | 6                                                                         | –                                                                         | 4                                                                         | –                                                                         |
| ITF W100 da 100.000$ (48S/32Q)      | 140             | 85              | 50                                                                        | 25                                                                        | 13                                                                        | 7                                                                         | 1                                                                         | –                                                                         | 6                                                                         | –                                                                         | 4                                                                         | –                                                                         |
| ITF W100 da 100.000$ (16D)          | 140             | 85              | 50                                                                        | 25                                                                        | 1                                                                         | 1                                                                         | –                                                                         | –                                                                         | –                                                                         | –                                                                         | –                                                                         | –                                                                         |
| ITF W80 da 80.000$ (32S/32Q)        | 115             | 70              | 42                                                                        | 21                                                                        | 10                                                                        | 1                                                                         | –                                                                         | –                                                                         | 5                                                                         | –                                                                         | 3                                                                         | –                                                                         |
| ITF W80 da 80.000$ (48S/32Q)        | 115             | 70              | 42                                                                        | 21                                                                        | 10                                                                        | 6                                                                         | 1                                                                         | –                                                                         | 5                                                                         | –                                                                         | 3                                                                         | –                                                                         |
| ITF W80 da 80.000$ (16D)            | 115             | 70              | 42                                                                        | 21                                                                        | 1                                                                         | –                                                                         | –                                                                         | –                                                                         | –                                                                         | –                                                                         | –                                                                         | –                                                                         |
| ITF W60 da 60.000$ + H (32S/32Q)    | 100             | 60              | 36                                                                        | 18                                                                        | 9                                                                         | 1                                                                         | –                                                                         | –                                                                         | 5                                                                         | –                                                                         | 3                                                                         | –                                                                         |
| ITF W60 da 60.000$ + H (48S/32Q)    | 100             | 60              | 36                                                                        | 18                                                                        | 9                                                                         | 5                                                                         | 1                                                                         | –                                                                         | 5                                                                         | –                                                                         | 3                                                                         | –                                                                         |
| ITF W60 da 60.000$ + H (16D)        | 100             | 60              | 36                                                                        | 18                                                                        | 1                                                                         | –                                                                         | –                                                                         | –                                                                         | –                                                                         | –                                                                         | –                                                                         | –                                                                         |
| ITF W60 da 60.000$ (32S/32Q)        | 80              | 48              | 29                                                                        | 15                                                                        | 8                                                                         | 1                                                                         | –                                                                         | –                                                                         | 5                                                                         | –                                                                         | 3                                                                         | –                                                                         |
| ITF W60 da 60.000$ (48S/32Q)        | 80              | 48              | 29                                                                        | 15                                                                        | 8                                                                         | 5                                                                         | 1                                                                         | –                                                                         | 5                                                                         | –                                                                         | 3                                                                         | –                                                                         |
| ITF W60 da 60.000$ (16D)            | 80              | 48              | 29                                                                        | 15                                                                        | 1                                                                         | –                                                                         | –                                                                         | –                                                                         | –                                                                         | –                                                                         | –                                                                         | –                                                                         |
| ITF W25 da 25.000$ + H (32S/32Q)    | 60              | 36              | 22                                                                        | 11                                                                        | 6                                                                         | 1                                                                         | –                                                                         | –                                                                         | 2                                                                         | –                                                                         | –                                                                         | –                                                                         |
| ITF W25 da 25.000$ + H (48S/32Q)    | 60              | 36              | 22                                                                        | 11                                                                        | 6                                                                         | 3                                                                         | 1                                                                         | –                                                                         | 2                                                                         | –                                                                         | –                                                                         | –                                                                         |
| ITF W25 da 25.000$ + H (16D)        | 60              | 36              | 22                                                                        | 11                                                                        | 1                                                                         | –                                                                         | –                                                                         | –                                                                         | –                                                                         | –                                                                         | –                                                                         | –                                                                         |
| ITF W25 da 25.000$ (32S/32Q)        | 50              | 30              | 18                                                                        | 9                                                                         | 5                                                                         | –                                                                         | –                                                                         | –                                                                         | 1                                                                         | –                                                                         | –                                                                         | –                                                                         |
| ITF W25 da 25.000$ (48S/32Q)        | 50              | 30              | 18                                                                        | 9                                                                         | 5                                                                         | 3                                                                         | 1                                                                         | –                                                                         | 1                                                                         | –                                                                         | –                                                                         | –                                                                         |
| ITF W25 da 25.000$ (16D)            | 50              | 30              | 18                                                                        | 9                                                                         | 1                                                                         | –                                                                         | –                                                                         | –                                                                         | –                                                                         | –                                                                         | –                                                                         | –                                                                         |
| ITF W25 da 15.000$ (32S/32Q)        | 10              | 6               | 4                                                                         | 2                                                                         | 1                                                                         | –                                                                         | –                                                                         | –                                                                         | –                                                                         | –                                                                         | –                                                                         | –                                                                         |
| ITF W15 da 15.000$ (16D)            | 10              | 6               | 4                                                                         | 1                                                                         | –                                                                         | –                                                                         | –                                                                         | –                                                                         | –                                                                         | –                                                                         | –                                                                         | –                                                                         |

### Classifiche attuali
| WTA Ranking Singolare, al 2 dicembre 2024 | WTA Ranking Singolare, al 2 dicembre 2024 | WTA Ranking Singolare, al 2 dicembre 2024 | WTA Ranking Singolare, al 2 dicembre 2024 | WTA Ranking Singolare, al 2 dicembre 2024 |
| N.                                        | Giocatrice                                | Punti                                     | +/-                                       |                                           |
| ----------------------------------------- | ----------------------------------------- | ----------------------------------------- | ----------------------------------------- | ----------------------------------------- |
| 1                                         | Aryna Sabalenka (TBA)                     | 9 416                                     | Stabile                                   |                                           |
| 2                                         | Iga Świątek (POL)                         | 8 370                                     | Stabile                                   |                                           |
| 3                                         | Coco Gauff (USA)                          | 6 530                                     | Stabile                                   |                                           |
| 4                                         | Jasmine Paolini (ITA)                     | 5 344                                     | Stabile                                   |                                           |
| 5                                         | Zheng Qinwen (CHN)                        | 5 340                                     | Stabile                                   |                                           |
| 6                                         | Elena Rybakina (KAZ)                      | 5 171                                     | Stabile                                   |                                           |
| 7                                         | Jessica Pegula (USA)                      | 4 705                                     | Stabile                                   |                                           |
| 8                                         | Emma Navarro (USA)                        | 3 589                                     | Stabile                                   |                                           |
| 9                                         | Dar'ja Kasatkina (TBA)                    | 3 368                                     | Stabile                                   |                                           |
| 10                                        | Barbora Krejčíková (CZE)                  | 3 214                                     | Stabile                                   |                                           |
| 11                                        | Danielle Collins (USA)                    | 3 178                                     | Stabile                                   |                                           |
| 12                                        | Paula Badosa (ESP)                        | 2 908                                     | Stabile                                   |                                           |
| 13                                        | Diana Šnajder (TBA)                       | 2 895                                     | Stabile                                   |                                           |
| 14                                        | Anna Kalinskaja (TBA)                     | 2 743                                     | Stabile                                   |                                           |
| 15                                        | Jeļena Ostapenko (LAT)                    | 2 588                                     | Stabile                                   |                                           |
| 16                                        | Mirra Andreeva (TBA)                      | 2 578                                     | Stabile                                   |                                           |
| 17                                        | Beatriz Haddad Maia (BRA)                 | 2 554                                     | Stabile                                   |                                           |
| 18                                        | Marta Kostjuk (UKR)                       | 2 493                                     | Stabile                                   |                                           |
| 19                                        | Donna Vekić (CRO)                         | 2 258                                     | Stabile                                   |                                           |
| 20                                        | Viktoryja Azaranka (TBA)                  | 2 127                                     | Stabile                                   |                                           |

| WTA Ranking Doppio, al 2 dicembre 2024 | WTA Ranking Doppio, al 2 dicembre 2024 | WTA Ranking Doppio, al 2 dicembre 2024 | WTA Ranking Doppio, al 2 dicembre 2024 | WTA Ranking Doppio, al 2 dicembre 2024 |
| N.                                     | Giocatrice                             | Punti                                  | +/-                                    |                                        |
| -------------------------------------- | -------------------------------------- | -------------------------------------- | -------------------------------------- | -------------------------------------- |
| 1                                      | Kateřina Siniaková (CZE)               | 9 530                                  | Stabile                                |                                        |
| 2                                      | Erin Routliffe (NZL)                   | 8 165                                  | Stabile                                |                                        |
| 3                                      | Gabriela Dabrowski (CAN)               | 6 805                                  | Stabile                                |                                        |
| 4                                      | Ljudmyla Kičenok (UKR)                 | 6 165                                  | Stabile                                |                                        |
| 5                                      | Taylor Townsend (USA)                  | 6 108                                  | Stabile                                |                                        |
| 6                                      | Jeļena Ostapenko (LVA)                 | 5 948                                  | Stabile                                |                                        |
| 7                                      | Hsieh Su-wei (TPE)                     | 5 506                                  | Stabile                                |                                        |
| 8                                      | Elise Mertens (BEL)                    | 5 430                                  | Stabile                                |                                        |
| 9                                      | Sara Errani (ITA)                      | 5 306                                  | Stabile                                |                                        |
| 10                                     | Jasmine Paolini (ITA)                  | 5 235                                  | Stabile                                |                                        |
| 11                                     | Desirae Krawczyk (USA)                 | 4 858                                  | Stabile                                |                                        |
| 12                                     | Nicole Melichar-Martinez (USA)         | 4 670                                  | Stabile                                |                                        |
| 13                                     | Ellen Perez (AUS)                      | 4 560                                  | Stabile                                |                                        |
| 14                                     | Caroline Dolehide (USA)                | 4 483                                  | Stabile                                |                                        |
| 15                                     | Asia Muhammad (USA)                    | 4 348                                  | Stabile                                |                                        |
| 16                                     | Hao-ching Chan (TWN)                   | 4 250                                  | Stabile                                |                                        |
| 17                                     | Veronika Kudermetova (TBA)             | 4 120                                  | Stabile                                |                                        |
| 18                                     | Irina Chromačëva (TBA)                 | 3 881                                  | Stabile                                |                                        |
| 19                                     | Cristina Bucșa (ESP)                   | 3 758                                  | Stabile                                |                                        |
| 20                                     | Bethanie Mattek-Sands (USA)            | 3 726                                  | Stabile                                |                                        |